# David Arigbabu
David Olujemi Arigbabu (Hannover, 5 luglio 1975) è un ex cestista tedesco.